# جياكومو مانشيني
جياكومو مانشيني (بالإيطالية: Giacomo Mancini)‏ هو سياسي إيطالي، ولد في 21 أبريل 1916 في كوزنسا في إيطاليا، وتوفي بنفس المكان في 8 أبريل 2002. حزبياً، نشط في الحزب الاشتراكي الإيطالي.

## مناصب
- انتخب وزير بلا حقيبة مسؤول عن الإجراءات الاستثنائية في جنوب إيطاليا ‏ (14 مارس 1974 – 22 نوفمبر 1974).
- انتخب وزير الأشغال العامة (13 ديسمبر 1968 – 6 أغسطس 1969).
- انتخب وزير الأشغال العامة (24 فبراير 1966 – 25 يونيو 1968).
- انتخب وزير الأشغال العامة (23 يوليو 1964 – 24 فبراير 1966).
- انتخب وزير الصحة (5 ديسمبر 1963 – 23 يوليو 1964).
- انتخب عمدة.
- انتخب عضو مجلس النواب في الجمهورية الإيطالية.